# Brooklyn Italians
Brooklyn Italians, anteriormente conhecido como Brooklyn Dodgers SC, é um clube do Brooklyn, na cidade de Nova Iorque

## História
O Brooklyn Italians é um dos times semi-profissionais mais vitoriosos dos Estados Unidos. Foi criado para disputar a Metropolitan Soccer League, e se juntou a American Soccer League na temporada 1956-57. Durante seus primeiros anos de existência mudou seu nome várias vezes, para Inter-Brooklyn Italians em 1961, Inter SC em 1962, Boca Juniors em 1963, Palermo Football Club em 1964 e Brooklyn Dodgers SC, nome que permaneceu até 1991 quando retornou ao seu nome de origem, Brooklyn Italians.
Suas maiores conquistas foram os títulos de campeão da National Challenge Cup, em 1979 como Brooklyn Dodgers e em 1991 como Brooklyn Italians. Desde 2010 disputa a NPSL